# Sicyopus jonklaasi
Sicyopus jonklaasi és una espècie de peix de la família dels gòbids i de l'ordre dels perciformes.

## Morfologia
- Els mascles poden assolir 4,5 cm de longitud total.[1][2]

## Hàbitat
És un peix de clima tropical (23 °C-25 °C) i bentopelàgic.

## Distribució geogràfica
Es troba a Àsia: Sri Lanka.

## Observacions
És inofensiu per als humans.